# Luwiya
Luwiya (hethitisch: KUR URUlu-ú-i-ia; Ethnikon: URUlu-ú-i-um-na-aš; adverb: lu-ú-i-li) war ein Land, das dem Alten Reich der Hethiter benachbart war.

## Überlieferung
Das Land Luwiya erscheint nur in den Hethitischen Gesetzen (§§ 5, 19, 20, 21, 23), zusammen mit dem Land Palā. Eine genaue Lokalisierung des Landes ist unmöglich, eine westliche oder südwestliche Lage vom althethitischen Kernland aus ist wahrscheinlich.
Die §§ 22–23 setzen die Belohnung eines entlaufenen Sklaven fest. Je weiter entfernt ein Sklave entflohen ist, desto höher wird die Belohnung. Für Luwiya betrug die Summe 6 Schekel Silber, was den höchsten Betrag darstellt, woraus geschlossen werden kann, dass Luwiya weit entfernt vom Kernland der Hethiter lag. Da zudem noch bestimmt wurde, dass jemand, der einen entlaufenen Sklaven aus Feindesland zurückbringt, diesen behalten darf, wird deutlich, dass Luwiya nicht als feindliches Land betrachtet wurde.
In einer jüngeren Abschrift der Gesetze wurde der Name Luwiya durch Arzawa ersetzt, weshalb früher angenommen wurde, dass beide Länder identisch seien. Wahrscheinlicher ist, dass das Land Luwiya von Arzawa unterworfen wurde und seine Bedeutung verlor oder ganz unterging. Zudem wurde im Gegensatz zu Luwiya das Land Arzawa von den Hethitern als feindliches Land betrachtet.

## Etymologie
Yakubovich schlägt vor, den Namen auf luwisch *lūwa- über Uranatolisch *lóugo- aus indogermanisch *lóuko- ‘Feld, Ebene’ abzuleiten. Vergleiche hierzu altenglisch lēah ‘Wiese, Wald’,  althochdeutsch lôh ‘Hain, Loh’.
Beekes schlug vor, den Namen der Lyder (altgriechisch Λῡδός, Lȳdós) aus Luwiya herzuleiten, mit Verhärtung des /j/ zu /d/, also lyd. *Lūda- < *Luwida- < Luwiya-,
In der älteren Forschung wurde eine Verbindung zwischen Luwiya und Lykien, (Hethitisch: Luqqa) angenommen, weil das Luwische einmal logographisch als UR.BAR.RA-i-li (‘WOLF-ili’) geschrieben wurde und im Altgriechischen das Wort für Wolf λύκος (lýkos) lautet. Diese veraltete Vermutung ist sprachlich unhaltbar, zudem erwies sich UR.BAR.RA-i-li als falsche Deutung.

## Luwier
Der Volksname der ‘Luwier’ ist eine moderne Bezeichnung zur Bezeichnung von muttersprachigen Sprechern der luwischen Sprache.
Das hethitische  Ethnikon Lu(w)iumna- ‘Bewohner des Landes Luwiya’ ist nicht als ethnolinguistische Gemeinschaft zu verstehen, sondern als eine territorial definierte Gruppe.
Das vom Ortsnamen Luwiya abgeleitet hethitische Adverb luwili bezeichnet die Luwische Sprache, die mit dem Hethitischen verwandt ist.

## Nichthethitische Überlieferung
In altassyrischen Texten vom karum Kaniš wird die einheimische anatolische Bevölkerung nuwā‘um genannt, was von einigen Forschern auf den Namen der Luwier zurückgeleitet wird, wobei der Name dann durch Hurriter vermittelt wurde, wegen des Wechsels des anlautenden l- zu n-. Da im Namensgut von Kültepe nur sehr wenig luwische Elemente vorkommen, ist dies unwahrscheinlich.
In den ägyptischen Namenslisten aus Kom el-Hettan steht unter anderem der Name r’-j-w3-3-n-3, welches als Luwiya gedeutet wurde.
Vorgeschlagen wurde auch, dass der mykenische Name aus Knossos ru-wa-ni-jo als  /Luwanios/ ‘Luwier’ gedeutet werden soll.
Sowohl der ägyptische, als auch der mykenische Name können auch anders gelesen werden und müssten auf eine Form *Luwan- zurückgeführt werden, was problematisch ist.  Zudem ist der ägyptische Name besser als Rawana oder Lawana zu lesen.